# Hans Wolfgang Müller
Hans Wolfgang Müller (né le 16 août 1907 à Magdebourg ; mort le 6 février 1991 à Tutzing) est un égyptologue allemand. Il a occupé la chaire d'égyptologie à l'université Ludwig et Maximilian de Munich de 1958 à 1974 et a dirigé la collection nationale d'art égyptien de cette ville.

## Biographie
Après avoir obtenu son baccalauréat à Magdebourg, Hans Wolfgang Müller a commencé en 1926 des études de droit à l'université de Göttingen, mais s'est réorienté la même année vers des études d'archéologie classique, d'histoire de l'art et d'égyptologie ; il a étudié avec Hermann Kees. De 1928 à 1930, il a étudié avec Wilhelm Spiegelberg à Munich et de 1930 à 1931 avec Kurt Sethe à Berlin. De 1930 à 1937, il a travaillé au Musée égyptien de Berlin en tant qu'assistant scientifique. Pour sa thèse de doctorat en 1932, il retourna à Munich, à l'institut dirigé entre-temps par Alexander Scharff. En 1933-1934, il obtient une bourse de voyage de l'Institut archéologique allemand. En 1937, il accompagna une expédition de l'historien de l'art de Marburg Richard Hamann en Égypte et en Nubie. Il a dirigé des fouilles sur le mont rocheux égyptien Qubbet el-Hawa, qu'il a documentées et publiées. Il s'est intéressé de près à la documentation photographique des monuments égyptiens. En raison de son manque de sympathie pour le national-socialisme et de l'ascendance de sa femme, il fut licencié sans préavis en 1937. Pendant la guerre, il a servi comme traducteur en Afrique du Nord, en Italie et en Hongrie.
Après la fin de la guerre, il a obtenu son habilitation à Munich en 1946 et a ensuite été privatdozent jusqu'en 1952. À partir de 1952, il occupe une chaire hors programme à l'université de Munich et reprend finalement la chaire d'égyptologie de Hanns Stock en 1958. Il devint ainsi également directeur à temps partiel de la collection égyptienne de l'État de Bavière, qu'il fit recenser systématiquement, élargit et présenta à nouveau dans des expositions (à partir de 1970 à la résidence de Munich). Müller a organisé les expositions « 5000 ans d'art égyptien » (1960-1961) et « Néfertiti-Akhenaton » (1976-1977). À partir de 1961, il a été l'éditeur des Ägyptologische Forschungen et a fondé en 1962 les « Münchner Ägyptologische Studien ». En 1966, il s'est à nouveau rendu en Égypte.
Il a pris sa retraite en 1974 et l'année suivante, il a transmis la direction du musée à Dietrich Wildung, qui est devenu le premier directeur à plein temps de la collection nationale d'art égyptien. Müller a ensuite initié les fouilles de Munich à Minchat Abu Omar, qui ont débuté en 1977. Müller était membre de la commission de l'Institut archéologique allemand et membre de l'Académie bavaroise ; il était conseiller du Metropolitan Museum of Art, New York. Il s'intéressait principalement à l'histoire de l'art égyptien et a constitué une vaste collection de photographies qui a été acquise en 1986 par la bibliothèque universitaire de Heidelberg. Au total, il a rédigé plus de quatre-vingt-dix monographies sur l'art égyptien ancien et a laissé de vastes archives photographiques.

## Publications
- « Die Totendenksteine des Mittleren Reiches, ihre Genesis, ihre Darstellungen und ihre Komposition », dans : Mitteilungen des Deutschen Instituts für Ägyptische Altertumskunde in Kairo., Institut archéologique allemand, Le Caire, volume 4, 1933, p. 165-206, (Thèse de doctorat présentée à l'Université de Munich, le 3 août 1933).
- Die Felsengräber der Fürsten von Elephantine. Aus der Zeit des Mittleren Reiches (= Ägyptologische Forschungen. 9,  (ISSN 0933-338X)), Augustin, Glückstadt, 1940, (thèse d'habilitation en 1946).
- avec Eberhard Thiem :
  - Die Schätze der Pharaonen. Augsburg, 1998,  (ISBN 978-3-89441-417-7).
  - Gold of the Pharaohs. Cornell University Press, 1999,  (ISBN 978-0-8014-3725-0).
  - Gold of the Pharaohs. Londres, 1998.
  - The Royal Gold of Ancient Egypt, Londres, 1998  (ISBN 978-1-86064-527-3).
  - « L’or de l’Égypte Ancienne », Sélection du Reader's digest, Bagneux, 2000,  (ISBN 978-2-7098-1188-0).
  - Comorile faraonilor, Aquila, 2000.
  - A fáraók aranya, Budapest, 2000,  (ISBN 978-963-590-138-8).
  - El oro de los faraones, Editorial Libsa, Alcobendas, Madrid, 2001,  (ISBN 978-84-662-0128-5).